# Орден «Григория Александровича Потемкина-Таврического» (ПМР)
Орден «Григория Александровича Потемкина-Таврического» — государственная награда Приднестровской Молдавской Республики, учреждённая указом Президента ПМР № 350 от 22 сентября 2023 года.

## Статут ордена[3]

### Основания для награждения
Орден Г. А. Потёмкина-Таврического учреждён для награждения за высокие достижения и заслуги, связанные с обеспечением обороноспособности и безопасности Приднестровской Молдавской Республики.
Орденом Г. А. Потёмкина-Таврического награждаются граждане Приднестровья и иностранные граждане, воинские и военизированные формирования органов государственной власти Приднестровской Молдавской Республики, а также города, районы и населённые пункты ПМР:
- за значительный вклад в обеспечение обороноспособности и безопасности ПМР;
- за умелые, инициативные и решительные действия, отвагу и самоотверженность, проявленные в ходе выполнения боевых, учебно-боевых и иных операций, за поддержание или восстановление мира, безопасности и правопорядка;
- за образцовое выполнение служебных обязанностей, высокие личные показатели в служебной деятельности и профессиональной подготовке, за достижение высокой боевой выучки военнослужащих и служащих воинских и военизированных формирований органов государственной власти ПМР;
- за заслуги в укреплении международного военного и военно-технического сотрудничества ПМР с иностранными государствами и международными организациями.

Награждение орденом граждан Приднестровской Молдавской Республики производится, как правило, при общей продолжительности государственной службы не менее 20 лет. Награждение может быть произведено посмертно.

### Правила ношения
Орден Г. А. Потёмкина-Таврического носится на левой стороне груди и при наличии других орденов располагается после ордена «За личное мужество».

## История награждений

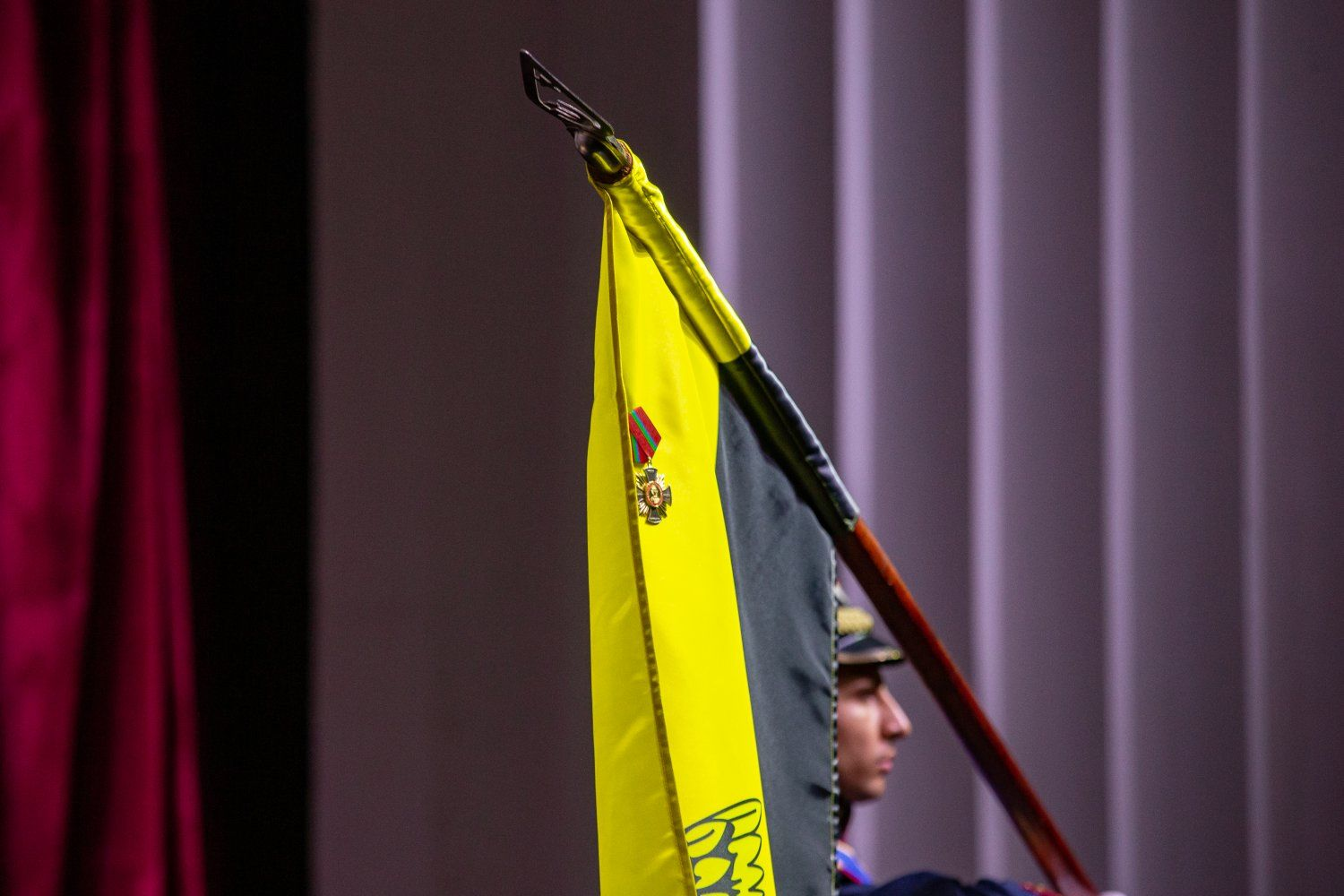
Орден Потемкина-Таврического на флаге города Бендеры

См.: Категория:Кавалеры ордена «Григория Александровича Потемкина-Таврического» (ПМР)
Первое награждение орденом Г. А. Потёмкина-Таврического состоялось 26 сентября 2023 года. За большой вклад жителей в поддержание мира и безопасности Приднестровской Молдавской Республики и в связи с 615-й годовщиной со дня основания ордена был удостоен город Бендеры.
Первым гражданином, удостоенным этой награды, стал первый Президент ПМР Игорь Николаевич Смирнов.